# Myxidium gadi
Myxidium gadi is een microscopische parasiet uit de familie Myxidiidae. Myxidium gadi werd in 1916 beschreven door Georgévitch. 